# Filip Eriksson (erikska ätten)
Filip Eriksson, Filip den helige, storman, anses vara yngste son till kung Erik den helige. Född efter 1140.

Filip omtalas i en av kung Knut Eriksson utfärdad urkund (DS, 1, nr 70) som hans bror Filip (Philippus frater meus). Han nämns också i ett av kung Sverker Karlssons brev såsom Filip, konung Knuts broder (Philippus frater regis Kanuti DS, 1, nr 116).

## Barn
- Holmger Filipsson, far till Knut Långe.[1]